# Ceaikovski (film din 1970)
 Ceaikovski (titlul original: în rusă Чайковский, transliterat: Ceaikovski) este un film biografic sovietic din anul 1969 regizat de Igor Talankin. Innokenti Smoktunovski joacă rolul faimosului compozitor rus Piotr Ilici Ceaikovski.

## Distribuție
- Innokenti Smoktunovski – Piotr Ilici Ceaikovski
- Antonina Suranova – Nadejdia Filaretovna von Meck
- Evgheni Leonov – Alioșa
- Maia Plisețkaia – Désirée Artôt
- Vladislav Strjelcik – Nikolai Rubinstein
- Bruno Freindlich – Ivan Turgheniev
- Alla Demidova – Julia von Meck
- Evgheni Evstigneev – Herman Laroche
- Erwin Knausmüller
- Kirill Lavrov

## Lansare
A fost lansat în anul 1970 și a avut parte de succes comercial, fiind vizionat de 15,6 milioane de spectatori în cinematografele din Uniunea Sovietică.

## Premii și nominalizări
S-a acordat Premiul de interpretare masculină actorului Innokenti Smoktunovski la Festivalul de Film San Sebastián din 1970.
În anul 1972 filmul a primit o nominalizare Oscar la categoria „Cel mai bun film străin” și „Cea mai bună coloană sonoră” cât și o nominalizare Globul de Aur pentru "Cel mai bun film străin".

## Vezi și
- Listă de filme străine până în 1989